# حارة ماجل اسحاق (ذمار)

تعديل مصدري - تعديل

حارة ماجل اسحاق هي إحدى حارات مدينة ذمار التابعة لمحافظة ذمار، بلغ تعداد سكانها 96 نسمة حسب تعداد اليمن لعام 2004.